# University of Leeds
University of Leeds er et universitet i Leeds, England, der oprindeligt udspringer af Yorkshire College of Science grundlagt i 1874. 
I 1884 fusionerede det med Leeds School of Medicine (fra 1831) og blev omdøbt til "Yorkshire College". Dette college blev en del af det føderale Victoria University i 1887 og indgik i et samarbejde med Owens College (senere kaldet University of Manchester) samt University College Liverpool (som blev til University of Liverpool). Et royal charter blev givet til University of Leeds af Kong Edward 7. af Storbritannien i 1904 og universitetet var hermed grundlagt.
University of Leeds er det 11. største i Storbritannien målt på den samlede indskrivning af studerende, og modtager over 67.000 bacheloransøgninger om året, hvilket gør det til det 5. mest populære britiske universitet (rangerende under University of Manchester, University of Edinburgh, University College London og King's College London) målt på ansøgningsmængde. Universitetet i Leeds havde en indtægt på 979,5 millioner britiske pund i 2022-23, hvoraf 184,9 kom fra forskningsbevillinger og kontrakter. Institutionens økonomiske bevillinger ligger på 83,2 millioner pund (2023), hvilket placerer den blandt de tyve største universitetsmodtagere (i Storbritannien) efter denne målestok.
Gruppen af berømte mennesker der har studeret på universitetet, omfatter bl.a. nuværende premierminister Keir Starmer, tidligere Home- og Foreign Secretary, Jack Straw, tidligere medformand for Det Konservative Parti, Sayeeda Warsi, den afdøde NASA-astronaut Piers Sellers samt seks nobelpristagere.

## Beliggenhed
Campus ligger 1,6 km nord for Leeds' indre by i gåafstand fra centrum samt fra boligkvartererne Hyde Park og Headingley. Hovedindgangen og hovedbygningen ligger ved A660, hovedvejen mod Otley. Universitetskollegierne er hovedsageligt beliggende på campus eller i dens umiddelbare nærhed samt i Headingley. Ud over Leeds campus har universitetet også en kollegieafdeling i Wakefield. 
Et tredje universitetsområde i Bretton Hall lukkede ned i sommeren 2007, og dets institutter flyttede ind på det centrale campusområde.

## Campus og faciliteter
Det 40 hektar (98 acres) store campus i Leeds er bygget i flere etaper fra universitetets grundlæggelse til i dag, inklusiv en yderligere udvidelse fra 2006 til 2008, hvor The Art Gallery blev ombygget. Derudover er campus hjemsted for ældre rækkehuse, der er overtaget af universitetet, og en park, der blev skabt på stedet, hvor der tidligere lå en kirkegård.
Hovedbygningen, Parkinson Building, stod færdig i 1951 og er synlig på lang afstand grundet dens beliggenhed på en bakke. En større del af universitetets bygninger blev opført i 1970'erne med en ensartet arkitektur domineret af beton, herunder Roger Stevens Building, der fik national anerkendelse for sin effektive udnyttelse af pladsen, på grund af en skævt tilpasset indretning af de 25 forelæsningssale.
Universitetsbiblioteket ligger på i alt fem lokationer. Det har en samlet beholdning på knap 3 millioner litterære værker (2024) og har årligt 2,5 millioner besøgende.  Størstedelen af universitetsbøgerne er placeret i Brotherton Library og Edward Boyle Library, beliggende på det centrale campus.
Studenterforeningen organiseret i "Leeds University Union" (LUU), er et netværk uafhængigt af universitetets organisation, der har sin egen bygning på campus, bl.a. indeholdende en pub, flere caféer/barer og et lille supermarked. LLU's overskud anvendes til at finansiere særlige favorable tilbud for de studerende ifm. med studierne. Studenterforeningen indeholder ligeledes mere end 300 studenterklubber og interesseorganisationer, der får mødelokaler stillet til rådighed af LLU.
Der udkommer desuden en ugentlig avis ved navn Leeds Student, og netværket laver udsendelser på radio- og tv-kanalerne LSRfm.com samt LS:TV.

## Berømte studerende
- Abdou Hamani (f. 1942), nigeriansk sprogforsker og politiker
- Chelsy Davy (f. 1985), zimbabwisk forretningskvinde og advokat
- Christopher Leslie (f. 1972), politiker
- Clare Short (f. 1946), politiker
- Dan Smith (f. 1986), forsanger i bandet Bastille
- Emma Mackey (f. 1996), fransk-britisk skuespillerinde
- Femi Elufowoju Jr. (f. 1962), skuespiller, teater- og operainstruktør
- George Porter (1920–2002), kemiker og politiker, fik Nobelprisen i kemi i 1967
- Hage Geingob (1941–2024), namibisk politiker, Namibias tredje præsident siden 2015
- Harold Shipman (1946–2004), læge og seriemorder
- Jack Straw (f. 1946), politiker, udenrigsminister fra 2001 til 2006, britisk Lord Chancellor og justitsminister fra 2007 til 2010
- Kyle Simmons (f. 1988), musiker fra bandet Bastille
- Mark Knopfler (f. 1949), sanger og guitarist fra rockgruppen Dire Straits, senere solist
- Nambaryn Enchbajar (f. 1958), mongolsk politiker, Mongoliets præsident fra 2005-2009
- Nicholas Kaiser (1954–2023), astronom
- Paul B. Sturtevant (f. 1981), historiker og middelalderforsker
- Piers Sellers (1955–2016), astronaut og klimaforsker
- Sayeeda Warsi (f. 1971), politiker, minister i første Cameron-regering
- Teresa K. Attwood (f. 1959), bioinformatiker og biokurator
- Wole Soyinka (f. 1934), nigeriansk forfatter